# 曹纂
曹纂（?—?），字德思。曹休次子，曹肇同母弟。

## 生平
太和二年（228年），其父曹休病没，魏明帝曹叡，给他亡父領土内300户。封列侯。数年後，曹纂任殄吴将軍。曹纂能力舉千鈞，受魏明帝之寵愛。
青龍二年（234年），因私自與王喬，拜會趙王曹幹，違背曹丕創立的禁防宗室諸侯王之令，被監察趙王曹幹的官吏向朝廷舉報。魏明帝有感於禁防之令違背血親，賜曹幹璽書誡誨之。
不久之後，曹纂去世，追贈前将軍。

## 後代
孫曹識
曾孫曹毗（曹識之子）